# Cubottaedro troncato (gruppo)
Il gruppo cubottaedro troncato è un gruppo infinito, ed è un gruppo di Garside e di Artin-Tits. Non ha a che fare con il gruppo delle simmetrie del solido cubottaedro troncato.

## Definizione
Definiamo il gruppo cubottaedro troncato su tre generatori {\displaystyle T_{3}} come il generato da {\displaystyle a_{1},a_{2},a_{3}} soggetti alle relazioni
- {\displaystyle a_{1}a_{2}a_{1}a_{2}=a_{2}a_{1}a_{2}a_{1}}
- {\displaystyle a_{2}a_{3}a_{2}=a_{3}a_{2}a_{3}}
- {\displaystyle a_{1}a_{3}=a_{3}a_{1}}

Notiamo che queste relazioni definiscono un gruppo infinito, e inoltre preservano la lunghezza delle parole.

## Proprietà
Il gruppo {\displaystyle T_{3}} è un gruppo di Artin (o di Artin-Tits), cioè è descritto da relazioni tutte della forma {\displaystyle a_{i}a_{j}a_{i}a_{j}\dots =a_{j}a_{i}a_{j}a_{i}\dots } dove i due membri hanno stessa lunghezza.
È inoltre un gruppo di Garside, con elemento di Garside {\displaystyle \Delta =(a_{1}a_{2}a_{3})^{3}}.